# Guna (huyện)
Huyện Guna là một huyện thuộc bang Madhya Pradesh, Ấn Độ. Thủ phủ huyện Guna đóng ở Guna. Huyện Guna có diện tích 11065 ki lô mét vuông. Đến thời điểm năm 2001, huyện Guna có dân số 1665503 người.